# 长堎街道
长堎镇，是中华人民共和国江西省南昌市新建区下辖的一个乡镇级行政单位，为区政府驻地。

## 行政区划
长堎镇下辖以下地区：
凤凰山社区、花果山社区、广场社区、北林社区、自强路社区、文教路社区、立新路社区、建设路社区、东湖巷社区、集贸社区、长安社区、柘湖山社区、城开学园社区、礼步村、长堎村、前进村、实验农场生活区和北郊林场生活区。